# Max Fiedler

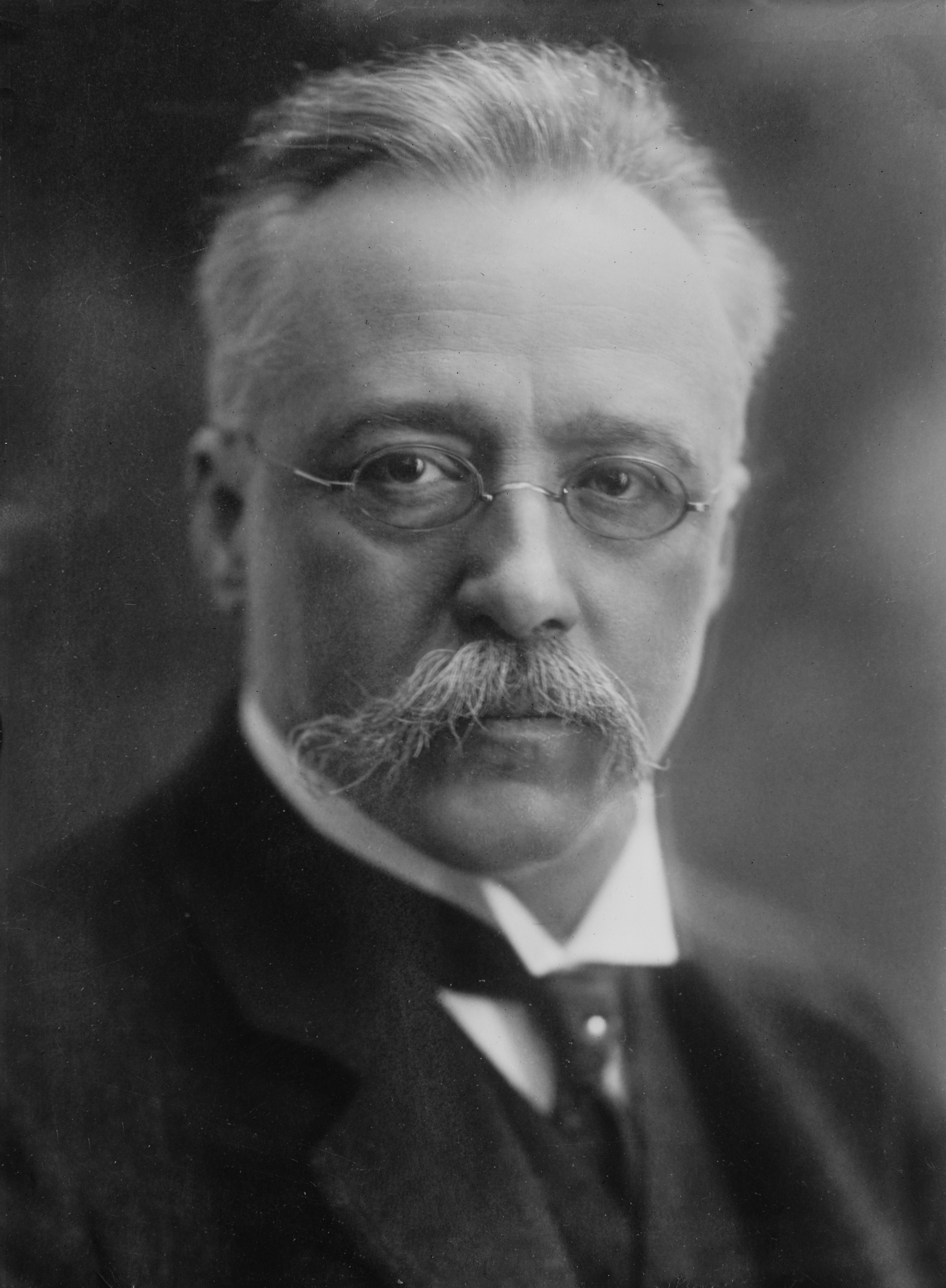
Max Fiedler.

August Max Fiedler, född 31 december 1859, död 1 december 1939, var en tysk dirigent och kompositör.
Fiedler var ursprungligen pianist, men utvecklade sig senare till en högt ansedd konsertdirigent och var som sådan verksam i Hamburg, Boston, Berlin samt i Essen, där han var stadens musikdirektör från 1916. Fiedler uppträdde även med framgång i Stockholm. Bland hans kompositioner märks en symfoni, en lustspelsuvertyr, en stråkkvartett och en stråkkvintett.